# سلول سوماتوتروپیک
سوماتروپ‌ها سلول‌هایی هستند که در بخش هیپوفیز قدامی وجود دارند و هورمون رشد را تولید می‌کنند.

## ساختار
سلول‌های سوماتوتروپیک بیست درصد از سلول‌های هیپوفیز قدامی را تشکیل می‌دهند.آنها هورمون رشد را در پاسخ به هورمون آزاد کننده هورمون رشد یا سوماتوتروپین ( GHRH) آزاد می‌کنند. هم چنین هورمون سوماتواستاتین (GHIH) مانع از آزاد شدن آن می‌شود. هر دو این هورمونها از هیپوتالاموس و از طریق سیستم انتقال هیپوفیزی به هیپوفیز قدامی می‌رسند.'